# War of Ages
War of Ages (раніше Point Zero) — гурт, який грає християнський металкор. Сформувалася протягом літа 2002 року в Ері, Пенсильванія (США).

## Члени
Дійсні
- Leroy Hamp — вокал
- Branon Bernatowicz — гітара
- Steve Brown — гітара
- T.J. Alford — бас
- Alex Hamp — ударні

Колишні
- Kang Garnic — гітара
- Nate Owensby — бас
- Rob Kerner — ударні
- Kyle Notto — гітара
- Jonathan Lynch — гітара

## Дискографія
- Unite Us All — (2004) (Independent EP)
- War of Ages — (2005) (Strike First Records)
- Pride of the Wicked — (2006) (Facedown Records)
- Arise and Conquer — (2008) (Facedown Records)
- Eternal — (2010)